# Maciej Głoskowski
Maciej Głoskowski herbu Przerowa (ur. 1590 w Sowinie, zm. 1658) – polski matematyk, kartograf i poeta.

## Życiorys
Urodził się około roku 1590, prawdopodobnie w Sowinie, w rodzinie osiadłej w Wielkopolsce, w 3 wsiach: Głoski, Sowina i Kotarby. Był synem Bartłomieja i Florentyny z Tymienieckich, należał do Braci czeskich. W maju roku 1623 został opiekunem małoletnich dzieci Jana Szlichtynga, sędziego wschowskiego. Kilka lat później odziedziczył rodzinną wieś Sowinę, a około roku 1634 ożenił się z Urszulą Szczaniecką. Był rezydentem na dworze Leszczyńskich: Rafała, wojewody bełskiego, i Bogusława, jego syna; co ułatwiło mu nawiązanie kontaktu ze szkołą braci czeskich w Lesznie. Na ich koszt, w latach 1636–1641, kształcił się w Holandii. Prawdopodobnie w Lejdzie, gdzie uczęszczał do szkoły inżynierii wojskowej. Jego wykładowcą był m.in. geometra Frans van Schooten. Przebywał na dworze księcia Fryderyka Henryka Orańskiego, stając się jego powiernikiem i nauczycielem jego następcy, Wilhelma II Orańskiego. Po powrocie do kraju został (prawdopodobnie pod koniec 1642) wybrany komornikiem granicznym województwa kaliskiego. W kwietniu 1644, bracia czescy wybrali go delegatem na synod kalwinów małopolskich w Chmielniku, zaplanowanym na lipiec roku 1644. Jako przedstawiciel swych współwierców, 28 sierpnia roku 1645, brał udział w colloquium charitativum zorganizowanym w Toruniu. Później przebywał w Lesznie, a po jego pożarze (1657) schronił się we Wrocławiu. Prowadził korespondencję naukową z J. Heweliuszem, pisywał z J. Á. Komenským i J. Ursynem. Specjalizował się w geometrii praktycznej, wykorzystując ją przy fortyfikacjach, w miernictwie i kartografii (przygotowywał mapę Wielkopolski). Domagał się założenia w Polsce szkoły rycerskiej. Zmarł około roku 1658.

## Twórczość

### Ważniejsze utwory
- wiersz łaciński na śmierć Jana Cyrillusa, w zbiorze Lachrymae super insperato ex hac mortalitate obitu, Leszno 1632, egz. nieznane; fragm. (12 heksametrów) przedr. H. Juszyński Dykcjonarz poetów polskich, t. 1, Kraków 1820
- Sława potomna... Rafała hrabie z Leszna, wojewody bełskiego, starosty hrubieszowskiego, Warszawa 1636 (wierszem)
- wiersz łaciński w zbiorze Honori... nuptiali... Johannis Jonstoni... cum Christina Hortensia... votiva amicorum acclamatio, Leszno 1637, drukarnia W. Funckius
- Griselida... napisana R. P. 1641, prawdopodobnie: Kraków 1641; fragm. przedrukował A. E. Koźmian Rękopism historyczny polski, Wrocław 1845, s. 165–166 (historia wierszem oparta na red. F. Petrarki noweli o Gryzeldzie z Dekameronu G. Boccaccia)
- Geometria peregrinans (przegląd stanu wiedzy matematycznej w ówczesnej Polsce), powst. ok. 1643, druk. Lubcz lub Leszno pomiędzy 1643 a 1648 (wyd. bezimiennie, nazwisko autora ukryto w anagramie. W dawnej literaturze naukowej dzieło występowało pod błędnym tyt.: Geometra peregrinans, Geometra peregrinus lub Geometria peregrinus), fragm. przełożył T. Witczak w Wybór tekstów do dziejów kultury Wielkopolski, Poznań 1962 (postawionymi w nim 21 zadaniami z zakresu pomiarów zainteresował się holenderski geometra Frans van Schooten, który w dziele Exercitationes geometricae libri quinque, Lejda 1656, i we własnym przekładzie tegoż dzieła na język holenderski, przedrukował i podał rozwiązanie pierwszych 16 zadań M. Głoskowskiego)
- Wiersz na cześć Władysława IV w 23 oktawach – przy przekł. polskim D. Uffan Archelia albo Artilleria to jest nauka i informacja o strzelbie, 1643
- Zegarek abo pamiątka gorzkiej męki i śmierci Zbawiciela naszego Jezusa Pana na XXIV godzin rozdzielona. Przydane są rozmyślania i modlitewki, prawdopodobnie 1643-1648, wyd. następne: Lubcz nad Niemnem 1653, Królewiec 1714, prawdopodobnie Gdańsk 1740; fragm. podaje: A. E. Koźmian Rękopism historyczny polski, Wrocław 1845
- wiersz łac. dedykowany A. Grodzieckiemu, kasztelanowi międzyrzeckiemu, z rękopisu Biblioteki Raczyńskich nr 149 k. 136, ogł. J. Łukaszewicz, Dawna literatura polska. Maciej Głoskowski z Sowiny, „Kwartalnik Naukowy” 1835, t. 1, s. 174–175

### Listy
- Do J. Heweliusza, rękopisy z korespondencją Heweliusza w Bibliothèque Natioanle w Paryżu, sygn. MS. latin. nr 10347 (tu m.in.: I. 1 s. 199 odpis listu – z autografu Biblioteki Obserwatorium Astronomicznego w Paryżu, sygn. C. 1, 1 s. 145 – dat. 26 marca 1648 w Leśnej)
- Jonasz Szlichtyng Epistola ad Matthiam Gloskovium... in materia de satisfactione et merito Christi..., 1645, niewydane (przeciwko M. Głoskowskiemu lub protestantom wyznania augsburskiego, w obronie arianizmu; zob. M. Wiszniewski Historia literatury polskiej, t. 9, Kraków 1857, s. 138)